# 1949 au Manitoba
Chronologie du Manitoba
- 1945
- 1946
- 1947
- 1948
- 1949
- 1950
- 1951
- 1952
- 1953

Cette page concerne des événements d'actualité qui se sont produits durant l'année 1949 dans la province canadienne du Manitoba.

## Politique
- Premier ministre : Douglas Lloyd Campbell
- Chef de l'Opposition :
- Lieutenant-gouverneur : Roland Fairbairn McWilliams
- Législature :

## Naissances

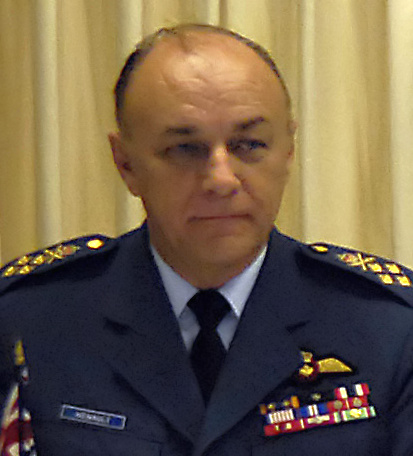
Raymond Hénault

- Norma Bailey enseigne le cinéma au Canada et aux États-Unis, dans les programmes du National Screen Institute (en) et du Banff Centre (en).

- 3 mars : Elijah Harper, décédé le 17 mai 2013[1]) est un homme politique autochtone cri et un chef de tribu.

- 17 mars : Gérald Lavoie[2] dit Daniel Lavoie (né à Dunrea[3], Manitoba, Canada) est un auteur-compositeur-interprète et pianiste franco-manitobain (canadien).

- 26 avril : Raymond Roland Hénault est né à Winnipeg. Il s’est enrôlé dans les Forces armées canadiennes en 1968. Chef d'état-major de la défense du Canada juin 2001-octobre 2004. En octobre 2004 il est choisi président du Comité militaire de l'OTAN (principal conseiller militaire de l'alliance). C'est la troisième fois qu'un canadien dirige le comité depuis 1949.

- 13 août : Robert Earle « Bobby » Clarke O.C. (né à Flin Flon) est un joueur professionnel retraité ainsi qu'un ancien dirigeant de hockey sur glace.